# X Esposizione internazionale d'arte
La X Esposizione internazionale d'arte della Città di Venezia si tenne dal 23 aprile al 31 ottobre 1912 presso il Palazzo delle Esposizioni ai Giardini della Biennale. Questa edizione segnò un'importante espansione della Biennale di Venezia, con l'apertura di nuovi padiglioni nazionali e una più ampia partecipazione internazionale.

## Organizzazione
- Presidente: Filippo Grimani
- Segretario: Antonio Fradeletto

## Comitato di Patrocinio
Il Comitato di Patrocinio della X Esposizione includeva personalità artistiche di rilievo internazionale, tra cui:  
- America: John Singer Sargent
- Austria-Ungheria: Gustav Klimt, Egon Schiele
- Belgio: Franz Courtens, Pierre Charles van der Stappen
- Francia: Henri Matisse, Pierre-Auguste Renoir, Claude Monet
- Germania: Max Liebermann, Wassily Kandinsky, Franz Marc, Emil Nolde
- Italia: Umberto Boccioni, Giacomo Balla, Gino Severini, Ettore Tito
- Regno Unito: John Singer Sargent, Augustus John
- Russia: Kazimir Malevič, Natal'ja Gončarova
- Spagna: Joaquin Sorolla, Pablo Picasso

## Comitato Ordinatore
Il Comitato Ordinatore della manifestazione era composto da:  
- Pompeo Gherardo Molmenti (Presidente)
- Bartolomeo Bezzi, Guglielmo Ciardi, Antonio Dal Zotto
- Pietro Fragiacomo, Emilio Marsili, Riccardo Selvatico
- Augusto Sezanne, Alessandro Zezzos

## Artisti e opere
L'Esposizione del 1912 vide la partecipazione di oltre 550 artisti con più di 1.200 opere, suddivisi nelle seguenti sezioni:  
Internazionale, Italia, America, Austria-Ungheria, Belgio, Danimarca, Francia, Germania, Inghilterra, Norvegia, Svezia, Olanda, Russia, Spagna, Giappone, Gruppi speciali.  
Tra gli artisti più rappresentativi presenti:  
- Italia: Umberto Boccioni, Giacomo Balla, Carlo Carrà, Ettore Tito
- Francia: Claude Monet, Pierre-Auguste Renoir, Henri Matisse, Georges Braque
- Germania: Max Liebermann, Wassily Kandinsky, Franz Marc, Emil Nolde
- Spagna: Joaquin Sorolla, Pablo Picasso
- Regno Unito: John Singer Sargent, Augustus John
- Russia: Kazimir Malevič, Natal'ja Gončarova, Michail Larionov

## Impatto e critica
L'Esposizione del 1912 segnò una svolta per la Biennale di Venezia, con l'apertura del primo padiglione tedesco e la crescente influenza delle avanguardie artistiche. Il Futurismo italiano ebbe una visibilità importante grazie alla presenza di Boccioni, Balla e Severini, mentre le opere di Picasso e Braque introdussero il pubblico al Cubismo.  
L'affermazione della Biennale come evento artistico globale fu confermata dalla partecipazione di artisti russi come Malevič e Gončarova, che anticipavano le sperimentazioni dell'Avanguardia russa.